# Direct attached storage
Direct Attached Storage (DAS). Lagringsenhet direkt ansluten till dator till exempel med ett USB-minne. SAN och NAS är andra varianter på hur man kan lagra samt säkerhålla filer, men då inom ett datornätverk.